# Villa Rustica (Darenth)
Bei der Villa Rustica von Darenth handelt es sich um die Reste eines römischen Gutshofes bei Darenth in der englischen Grafschaft Kent. Es handelt sich um eine der größten römischen Villen in England.
Die Villa wurde von 1894 bis 1895 zum großen Teil von George Payne ausgegraben. Die Reste der Villa waren in den folgenden Jahren offen sichtbar, wurden aber 1969 zugeschüttet, da die Vegetation und illegale Grabungen zahlreiche Schäden verursacht hatten. Weitere, wissenschaftliche Grabungen fanden 1969 und 1972 statt.
Erste Siedlungsreste auf dem Gebiet der späteren Villa gehören in mesolithische Zeit. Es handelt sich um den Fund zahlreicher Feuersteingeräte. Wenige Tonscherben gehören ins Neolithikum, während zahlreiche Scherben in die späte Bronze- und in die Eisenzeit datieren.
Die eigentliche Villa war vom 1. bis 4. Jahrhundert n. Chr. bewohnt. Wegen der frühen Grabungen, die nicht heutigen Standards entsprechen, ist es jedoch schwer, sich ein genaues Bild von der Geschichte und dem Aufbau der Villa zu machen. Insgesamt bestand die Villa aus drei großen Gebäudekomplexen, die sich um einen Hof oder Garten gruppieren. Es handelt sich um den Ost-, Nord- und Westblock. Südlich von den drei Komplexen gab es den Hof mit einem Wasserbecken und wiederum südlich davon einen Bau, bei dem es sich vielleicht um eine Kapelle handelte. Diverse Räume der Villa hatten Wandmalereien. Zahlreiche Räume hatten Hypokausten. Es gab auch verschiedene Badeanlagen.
In einem Seitenbau ganz im Süden, der erst 1969 entdeckt und ausgegraben wurde, lebten vielleicht Arbeiter. Es konnten fünf Bauphasen unterschieden werden. In der Mitte des zweiten nachchristlichen Jahrhunderts wurde ein einfacher länglicher Bau errichtet (Periode I). In einer zweiten Phase (Periode II) wurden im Süden diverse Räume hinzugefügt. Vielleicht am Anfang des dritten Jahrhunderts (Periode III) wurde der Bau ersetzt und ein Porticus davorgesetzt. In der Mitte des dritten Jahrhunderts wurde der Bau stark erweitert und erhielt Bauten, die an die Ecken gesetzt wurden. Das Zentrum der Villa bildete eine große Halle. In der letzten Phase (Periode V), die ins 4. Jahrhundert datiert, wurde der Bau stark verkleinert.